# ФК Алверка
ФК Алверка је португалски фудбалски клуб основан 1939. у Алверки. Боје су плава, црвена и бела. Играју у обласној лиги - Првој лиги Лисабона, који је пети ранг такмичења.

## Историја
После много година у нижим ранговима такмичења, ушли су у Прву лигу Португала 1999. године. Играли су у првој лиги до 2004. када су испали у другу лигу, а 2005. су се угасили због великих дугова, а тек 2006. су се вратили у фудбал, то јест у Другу лисабонску лигу, где су били први. Сада играју у Првој лиги Лисабона или у петом рангу такмичења.

## Резултати последњих сезона
| Сезона                                    | Ранг       | Позиција | Одиграо | П  | Н  | И  | ГД | ГП | Бодова | Куп     | Напомене           |
| ----------------------------------------- | ---------- | -------- | ------- | -- | -- | -- | -- | -- | ------ | ------- | ------------------ |
| Сезона 1995-1996                          | Друга лига | 13       | 34      | 12 | 8  | 14 | 28 | 38 | 44     |         |                    |
| Сезона 1996-1997                          | Друга лига | 15       | 34      | 9  | 13 | 12 | 31 | 30 | 40     |         |                    |
| Сезона 1997-1998                          | Друга лига | 3        | 34      | 19 | 5  | 10 | 64 | 35 | 62     |         | ушао у виши ранг   |
| Прва лига Португалије у фудбалу 1998-1999 | Прва лига  | 15       | 34      | 8  | 11 | 15 | 36 | 50 | 35     | last 16 |                    |
| Прва лига Португалије у фудбалу 1999-2000 | Прва лига  | 11       | 34      | 11 | 8  | 15 | 39 | 48 | 41     |         |                    |
| Прва лига Португалије у фудбалу 2000-2001 | Прва лига  | 12       | 34      | 12 | 7  | 15 | 45 | 52 | 43     |         |                    |
| Прва лига Португалије у фудбалу 2001-2002 | Прва лига  | 18       | 34      | 7  | 6  | 21 | 39 | 67 | 27     |         | Испали у нижи ранг |
| Сезона 2002-2003                          | Друга лига | 2        | 34      | 16 | 12 | 6  | 47 | 24 | 60     |         | Ушли у виши ранг   |
| Прва лига Португалије у фудбалу 2003-2004 | Прва лига  | 16       | 34      | 10 | 5  | 19 | 33 | 49 | 35     |         | Испали у нижи ранг |
| Сезона 2004-2005                          | Друга лига | 13       | 34      | 11 | 6  | 17 | 26 | 38 | 39     |         | Угашени            |

## Познати бивши играчи
- Абел Силва
- Алекс Афонсо
- Бруно Агуиар
- Марко Аироза
- Акуа
- Луис Мигел Асунсано Жоаким
- Еурипедес Амореириња
- Филипе Азеведо
- Бруно Басто
- Руи Фернандо Насименто Боржес
- Рикардо Карваљо
- Андре Кореја
- Уго Коста
- Деко
- Илшат Фаизулин
- Карлос Фумо Гонзалвес
- Дидије Жижон
- Андреј Иванов
- Руи Пауло Силва Жуниор
- Лађи Кеита
- Василиј Кулков
- Уго Леал
- Родолфо Лима
- Андре Маканга
- Маниће
- Ману
- Нандињо
- Сергеј Овчиников
- Емилио Пеше
- Јаник Кеснел
- Жозе Руи
- Уго Сантос
- Микаел Таваре
- Емерсон Томе
- Жозе Веижа